# Nemawashi

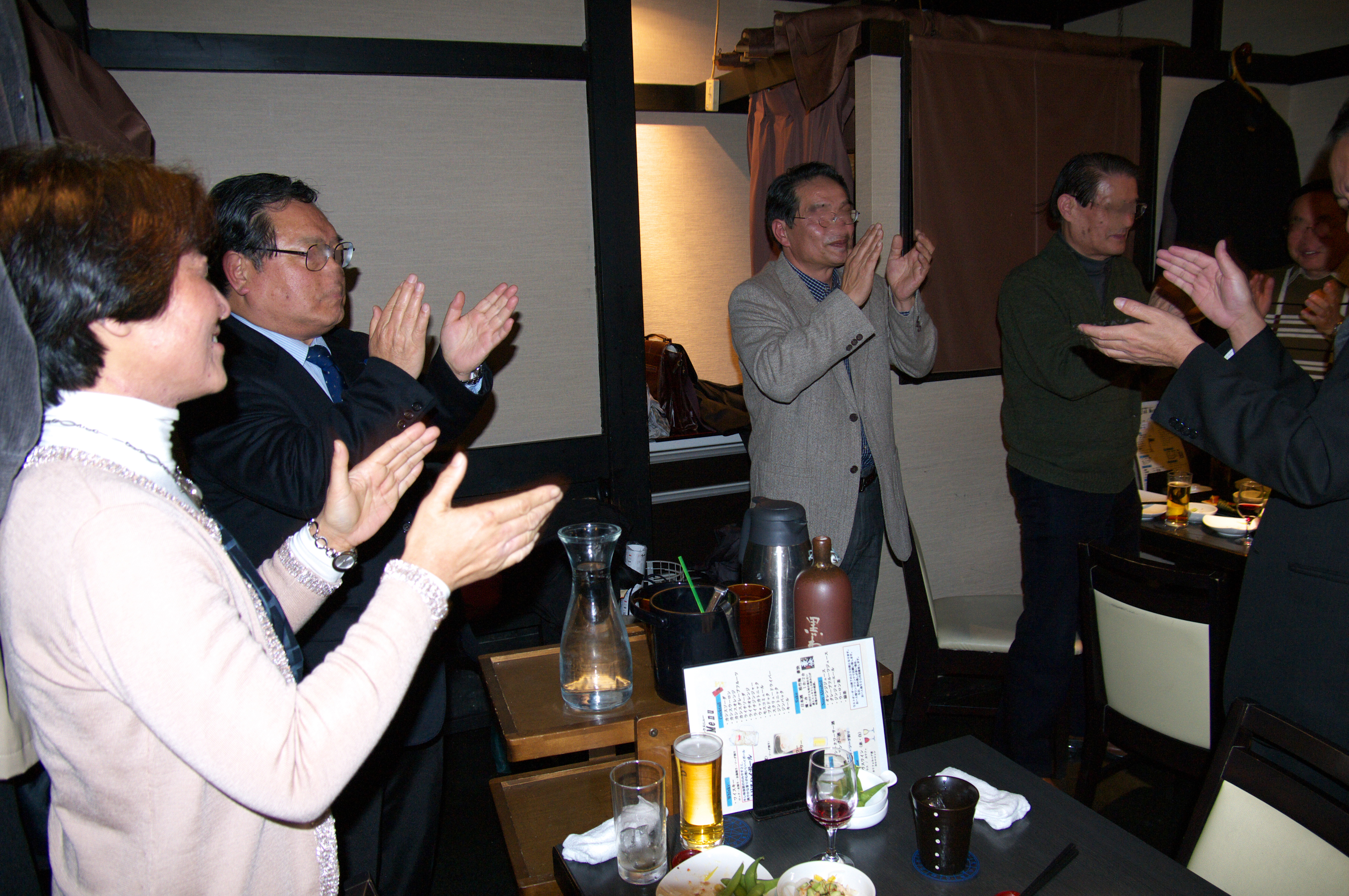
Ceremonieel applaus (Japans: tejime) bij het succesvol afsluiten van een bijeenkomst, bijv. een aandeelhoudersvergadering.

Nemawashi (根回し) is in het Japans de term waarmee een informeel proces wordt aangeduid dat de basis legt voor een geplande verandering of project door te praten met betrokkenen, steun te zoeken, feedback te vragen, enzovoort.
Het is een techniek die is gericht op het wegnemen van hinderpalen en het creëren van consensus voordat de formele besluitvorming plaatsvindt. Een succesvolle nemawashi leidt ertoe dat de te nemen beslissingen gedragen worden door alle betrokkenen.
Nemawashi is een lastig te vertalen woord omdat het sterk verweven is met de Japanse cultuur.

## Etymologie
Nemawashi betekent in het Japans letterlijk: "rond de wortels gaan", van 根 (ne, wortel) en 回す (mawasu, rond [iets] gaan). De oorspronkelijke betekenis van nemawashi was heel letterlijk, namelijk het graven rond de wortels van een boom ter voorbereiding op een verplaatsing. Onderdeel hiervan is het bij de wortels brengen van aarde van de nieuwe plek zodat de boom op deze wijze vast kan wennen.

## Achtergrond
In Japan verwachten hooggeplaatste mensen om te worden geïnformeerd over nieuwe voorstellen voorafgaand aan de officiële bijeenkomst. Wanneer zij er pas over horen tijdens de vergadering, zullen zij zich genegeerd voelen en kan het voorstel worden afgewezen om die reden alleen. Het is dus belangrijk om deze mensen individueel vóór de vergadering te benaderen en te informeren. Enerzijds om het voorstel bij hen te introduceren, anderzijds om hun reactie te peilen en hun inbreng te horen.

## Voordelen
Veronderstelde voordelen van nemawashi zijn:
- Betrokkenheid vooraf maakt het voor de besluitvormers makkelijker om de details van het voorstel te begrijpen.
- Betrokkenheid vooraf verhoogt het enthousiasme en de inzet tijdens de uitvoeringsfase.
- Nemawashi vermindert de kans op toekomstige conflicten omdat alle moeilijke kwesties reeds zijn opgelost tegen de tijd dat het project wordt geïmplementeerd.
- Het regelmatig spreken met betrokkenen leidt tot een continue verbetering van het voorstel zodat tegen de tijd dat het wordt goedgekeurd een veel betere versie voorligt dan de oorspronkelijke.
- Besluitvorming is efficiënter en minder scherp, want iedereen heeft een goed begrip van het voorstel.
- De initiatiefnemer heeft een hoge kans op succes om een voorstel idee of project goedgekeurd te krijgen omdat alle details bekend zijn bij de besluitvormers vóór de formele vergadering begint.